# Байков, Иван Иванович (генерал)
Иван Иванович Байков (? — 1848) — генерал-лейтенант, участник Отечественной войны 1812 года.

## Биография
Образование получил в Сухопутном кадетском корпусе, из которого выпущен в 1797 году подпоручиком в 5-й артиллерийский полк.
С 1800 года служил в Ахтырских артиллерийских ротах и далее находился в 6-м артиллерийском полку (с 1804 года), Киевской резервной артиллерийской бригаде (с 1806 года) и в 21-й артиллерийской бригаде. В рядах этой последней бригады он в 1808—1809 годах принимал участие в сражениях против шведов в Финляндии. По окончании войны Байков был переведён сначала в 17-ю, а затем и в 5-ю артиллерийскую бригаду.
Во время Отечественной войны 1812 года Байков блестяще проявил себя в сражениях при Полоцке и на Березине и был произведён в полковники 14-й артиллерийской бригады. 3 января 1813 года он был награждён орденом св. Георгия 4-й степени (№ 1165 по кавалерскому списку Судравского и № 2532 по списку Григоровича — Степанова)
В воздаяние ревностной службы и отличия, оказанного в сражении против французских войск 1812 года октября 5 при Полоцке, где быстрым и искуссным действием батарей, поражал на каждом шагу неприятеля и истреблял неоднократно его колонны и, подбивая неприятельские орудия, заставлял везде против себя молчать батареи, 6 и 7 числа, командуя всею артиллериею в первою линии кор-де-баталь находившеюся, ознаменовал отличное своё знание и искусство.
В Заграничных походах 1813—1814 годов Байков принимал участие в сражениях при Магдебурге, Бауцене, Люцене, Кенигштейне, Лейпциге и Фершампенуазе. В битве под Кульмом он командовал всей русской артиллерией, за что был награждён орденом св. Анны 2-й степени с алмазами и особым прусским знаком отличия Железного креста. За штурм Парижа он 18 марта 1814 года получил золотую шпагу с надписью «За храбрость».
14 апреля 1818 года Байков был произведён в генерал-майоры и назначен начальником артиллерии 5-го пехотного корпуса. Затем в том же году был назначен командовать 1-й бригадой 18-й пехотной дивизии. С 1820 года занимал должность корпусного дежурного генерала и в 1826 году был награждён орденом св. Анны 1-й степени.
В 1828—1829 годах Байков сражался с турками на Дунае, отличился при осаде Браилова и под Шумлой. В 1829 году назначен председателем Временной счётной комиссии с состоянием при Главнокомандующем 2-й армии по особым поручениям.
С 1831 года Байков служил на Кавказе, где был начальником Грузинских линейных батальонов, а затем состоял при Отдельном Кавказском корпусе. В 1832 году возглавил группу высших офицеров, расследовавших заговор грузинского дворянства. В 1834 году произведён в генерал-лейтенанты и в 1837 году вышел в отставку. За время нахождения на Кавказе он неоднократно принимал участие в походах против горцев.
Скончался в 1848 году.
Среди прочих наград Байков имел ордена св. Владимира 3-й степени и прусский Pour le Mérite.